# Die Pranke
Die Pranke (italienischer Titel L’uomo dall’artiglio) ist ein deutsch-italienischer Kriminalfilm des Regisseurs Hans Steinhoff aus dem Jahr 1931. In den Hauptrollen sind Fritz Rasp, Charlotte Susa, Eugen Klöpfer, Hans Rehmann, Peter Voss, Oskar Sima und Jack Mylong-Münz besetzt.
Das schwedische Filmplakat warb für den Film mit den Worten: „Ein starker und aufregender Krimi mit rasanten Autorennen.“

## Handlung
Der Fachingenieur Lorenzi, der für die italienischen Alberti-Werke einen neuartigen Rennwagen konstruiert hat, wird erschlagen aufgefunden, die Konstruktionspläne für einen neuen Kompressor, die er mit sich führte, wurden entwendet, der Geldschrank ist aufgebrochen worden. Kommissar Bernard und seine Leute tappen bei ihren Ermittlungen zunächst im Dunklen und verfolgen verschiedene Spuren. So setzt man sich auch mit Lorenzis unmittelbarer Umgebung auseinander und wirft die Frage auf, wer Interesse an den entwendeten Plänen haben könnte. Ein Verdacht fällt auf den Rennfahrer Lopez, der für das Rennen trainierte und mit dem neuen Wagen der Alberti-Werke den ersten Preis holen sollte, letztendlich aber nicht dazu zu bewegen war, beim Rennen anzutreten. Seine Weigerung begründete er damit, dass er den Wagen ohne den neuen Kompressor nicht fahren werde. Ursächlich dafür, dass er das Rennen nicht antreten wollte, könnte jedoch auch Gina Rappis sein, die Frau des Direktors der Alberti-Werke. Mit ihr war Lopez zur Mordzeit zusammen. Da Lopez nicht zur Verfügung stand, setzte sich Direktor Rappis selbst ans Steuer, da sich alle in den Alberti-Werken einig waren, dass das von Lorenzi konstruierte Fahrzeug nicht zu schlagen sei. Allerdings musste Rappis sich den Sieg mit dem zeitgleich die Ziellinie überquerenden Fahrzeug des deutschen Rennfahrers Peter Krüger teilen, und das, obwohl Krüger während des Rennens einen leichten Unfall erlitt.
Als Peter Krüger die Bekanntschaft von Renate, der Sekretärin der Alberti-Werke, macht, verliebt er sich in sie. Das wiederum passt Propagandachef Gastal überhaupt nicht. Inzwischen richten sich die Nachforschungen der Polizeibeamten gegen einen international gesuchten Verbrecher und Serienmörder, der in Polizeikreisen „Die Pranke“ genannt wird, da der tödliche Schlag Lorenzi mit einer Prothese versetzt worden ist, und der Gesuchte eine solche hat. Dann jedoch geschieht ein weiterer Mord, Direktor Rappis wird in gleicher Weise erschlagen wie Lorenzi. Die Mitarbeiter der Alberti-Werke reagieren verzweifelt, da sie sich dem Verbrecher ausgeliefert fühlen und ihre Hoffnung schwindet, dass er unschädlich gemacht werden kann.
Schließlich ist es Peter Krüger zu verdanken, dass der Mörder entlarvt werden kann. Krügers Scharfsinn und seine Neigung zu Renate sorgen dafür, dass er mittels einer List, dem Mörder auf die Spur kommt. Er lässt Renate wissen, dass eine neue Personenbeschreibung des Verbrechers vorliege, die Alte seltsamerweise abhandengekommen ist, und bittet sie um ein Treffen. In Gastals Begleitung, der mitgeht, um Renate vor einem eventuellen Anschlag des Mörders zu schützen, begibt sich Renate zu dem Treffen, um die Personenbeschreibung abzuholen. Aber Gastals angeblicher Schutz verwandelt sich ins Gegenteil und Renate glaubt, den sicheren Tod vor Augen zu haben, als Peter Krüger erscheint. Für den Verbrecher gibt es nun kein Entrinnen mehr, er wird festgenommen und alle sind sich einig, dass man in ihm niemals den vielgesuchten Mörder vermutet hätte. Es ist – Gastal.

## Produktion

### Produktionsnotizen
Daniele Crespi war für die Filmbauten verantwortlich, Piero Cavazutti sorgte für den Ton. Carl Heinz Járosy oblag die Produktionsleitung. Der Verleih des Films für Österreich lag bei der Allianz-Film Ges. m.b.H., Wien VII., für die ČSR bei der Slavafilm A.G., Prag II.
Der Buchautor und Kritiker Karlheinz Wendtland führte aus, dass in der deutschen Fassung „kaum ein Italiener im Mitarbeiterstab tätig“ gewesen sei, „obgleich die italienische die Originalversion“ gewesen sei. Die „deutsche Mentalität“ habe also „gewahrt bleiben“ können. „Lediglich die Innenaufnahmen“ hätten „in den Cinecittà-Ateliers in Rom“ stattgefunden.

### Veröffentlichung
Die Pranke wurde am 10. November 1931 in Deutschland uraufgeführt. In Italien erfolgte die Uraufführung im selben Jahr unter dem Titel L’uomo dall’artiglio. In Dänemark lief der Film unter dem Titel Manden med jernnæven am 10. Oktober 1932 an. In Schweden, wo der Film den Titel Mannen med Järnhanden trug, war die Erstaufführung am 16. Dezember 1933. In Ungarn erfolgte die Veröffentlichung am 8. August 1934 unter dem Titel Mindenki gyanus. Veröffentlicht wurde der Film zudem in Österreich, ebenfalls unter dem Titel Die Pranke, sowie in Griechenland unter dem Titel Sta ihni tou dolofonou.

## Rezeption

### Kritik
In der Filmwoche beurteilte Paul Ickes den Film und meinte, er habe „starkes Leben, viel Bildwechsel, spannende Szenen – und […] einige Hauptfiguren, die so zwingend sympathisch“ seien, „daß man sie immer wieder gerne vor sich“ habe. Dazu wurde im einzeln ausgeführt: „Zum Beispiel der Chefingenieur Eugen Klöpfers, eine gesunde Werkmannsnatur, die im Spiel prächtig ist. Dann den immer mit platten Sprichwörtern arbeitenden Polizeikommissar Oskar Simas, der reich mit Humor bedacht ist. Fritz Rasp ist stark in seiner Schwäche, andauernd voller Mißtrauen zu sein. Es gibt eine ausgezeichnete Charakteristik. Der Film steht in dieser Beziehung überhaupt weit über dem Durchschnitt der Kriminalfilme! Sehr liebenswürdig ist Rehmann als detektivierender Rennfahrer. Von Peter Voß, der die Pranke darstellt, ist weniger Einheitliches zu sagen, weil der Dramaturg ihm eine Rolle anhängte, die die letzte Enthüllung durch nichts einleitete. Er ist dramaturgisch die schwächste Figur des Films.“

### Erfolg
In der Filmwoche führte Paul Ickes aus, der Film sei seinerzeit „ein starker Erfolg“ gewesen. Der Betrachter habe wohl während der Aufführung nicht alle Dialoge gleich gut verfolgen können beziehungsweise seien diese nicht gleich gut herausgekommen, doch schließe das den Erfolg des Films nicht aus. „Der starke Beifall“ sei „verdient“ gewesen.